# Integrabilità uniforme
In analisi funzionale e teoria della misura, una famiglia di funzioni {\displaystyle \{f_{\alpha }\}_{\alpha \in A}\subseteq L^{1}(\mu )} è uniformemente integrabile se per ogni {\displaystyle \epsilon >0} esiste un {\displaystyle \delta _{\epsilon }=\delta >0} tale che per ogni {\displaystyle \alpha \in A} si verifica:
{\displaystyle \int _{E}|f_{\alpha }|d\mu \leq \epsilon \qquad {\text{se }}\;\mu (E)\leq \delta }
cioè:
{\displaystyle \lim _{\mu (E)\to 0}\sup _{\alpha \in A}\int _{E}|f_{\alpha }|d\mu =0}
Tale concetto è utilizzato dal teorema di convergenza di Vitali per caratterizzare la convergenza di funzioni in {\displaystyle L^{1}}.

## Definizione
Si dimostra che la seguente definizione è equivalente a quella data nell'introduzione. Una classe di {\displaystyle {\mathcal {C}}} di variabili casuali è detta uniformemente integrabile se dato {\displaystyle \epsilon >0} esiste {\displaystyle K\in [0,\infty )} tale che il valore atteso:
{\displaystyle \mathrm {E} (|X|I_{|X|\geq K})\leq \epsilon \ \qquad \forall X\in {\mathcal {C}}}
dove {\displaystyle I_{|X|\geq K}} è la funzione indicatrice:
{\displaystyle I_{|X|\geq K}={\begin{cases}1\qquad |X|\geq K\\0\qquad |X|<K\end{cases}}}
In modo equivalente, una classe {\displaystyle {\mathcal {C}}} è uniformemente integrabile se:
- Esiste un {\displaystyle K} finito tale che per ogni {\displaystyle X} in {\displaystyle {\mathcal {C}}} si ha {\displaystyle \mathrm {E} (|X|)\leqslant K}.
- Per ogni {\displaystyle \epsilon >0} esiste {\displaystyle \delta >0} tale che, per ogni insieme misurabile {\displaystyle A} che soddisfa {\displaystyle \mathrm {P} (A)\leqslant \delta } e per ogni {\displaystyle X} in {\displaystyle {\mathcal {C}}}, si ha {\displaystyle \mathrm {E} (|X|:A)\leqslant \epsilon }.

## Teoremi
Un risultato che si deve a Nelson Dunford e Billy James Pettis (teorema di Dunford-Pettis)
stabilisce che una classe di variabili casuali {\displaystyle X_{n}\subset L^{1}(\mu )} è uniformemente integrabile se e solo se è relativamente compatta rispetto alla topologia debole {\displaystyle \sigma (L^{1},L^{\infty })}.
Il teorema di de la Vallée-Poussin, che prende il nome da Charles Jean de la Vallée-Poussin, afferma che la famiglia {\displaystyle \{X_{\alpha }\}_{\alpha \in \mathrm {A} }\subset L^{1}(\mu )} è uniformemente integrabile se e soltanto se esiste una funzione convessa non-negativa e crescente {\displaystyle G(t)} tale che:
{\displaystyle \lim _{t\to \infty }{\frac {G(t)}{t}}=\infty \qquad \sup _{\alpha }\mathrm {E} (G(|X_{\alpha }|))<\infty }